# Al-Matlawi
Al-Matlawi (arab. المتلوي, fr. Métlaoui) – miasto w Tunezji.
Wokół wznoszą się kopalniane hałdy. Bogate złoża fosforytów zostały tu odkryte przez Francuza Phillipe'a Thomasa na przełomie XIX i XX wieku. Dziś fosforyt pochodzący stąd jest jednym z głównych źródeł dochodu Tunezji.